# Logic Studio
Logic Studio è una suite per la produzione di musica presentato da Apple per la prima volta il 12 settembre 2007.
La sua facilità di utilizzo lo rende tra i migliori programmi esistenti sul mercato per l'editing audio.
Utilizzabile in concomitanza con il programma di editing video professionale sempre della casa madre Apple Final Cut Pro lo rende ancora più evoluto.
Utilizzato in molti studi di registrazione professionali.

## Componenti
- Logic Pro 9
- MainStage 2 (applicazione per performance live)
- Soundtrack Pro 3
- Plug-ins & Sounds
- Impulse Response Utility (utilizzato pre creare riverberi)
- Apple Loops Utility (usato per creare loop personalizzati)
- WaveBurner 1.6 (applicazione mastering CD)
- Compressor 3.5 (applicazione per la compressione dati audio e video)